# Euxoa protensa
Euxoa protensa là một loài bướm đêm trong họ Noctuidae.